# Eporidia dariusalis
Eporidia dariusalis är en fjärilsart som beskrevs av Walker 1859. Eporidia dariusalis ingår i släktet Eporidia och familjen Crambidae. Inga underarter finns listade i Catalogue of Life.